# 266 км (зупинний пункт)
266 км — пасажирський залізничний зупинний пункт Запорізької дирекції Придніпровської залізниці на неелектрифікованій лінії Запоріжжя II — Пологи між станціями Мала Токмачка (6 км) та Новокарлівка (4 км). Розташований між селами Білогір'я та Новопокровка Пологівського району Запорізької області. Поруч пролягає автошлях територіального значення Т 0815.

## Пасажирське сполучення
На зупинному пункті 266 км зупиняються поїзди приміського сполучення Запоріжжя — Пологи.